# Coronation Honours del 1821

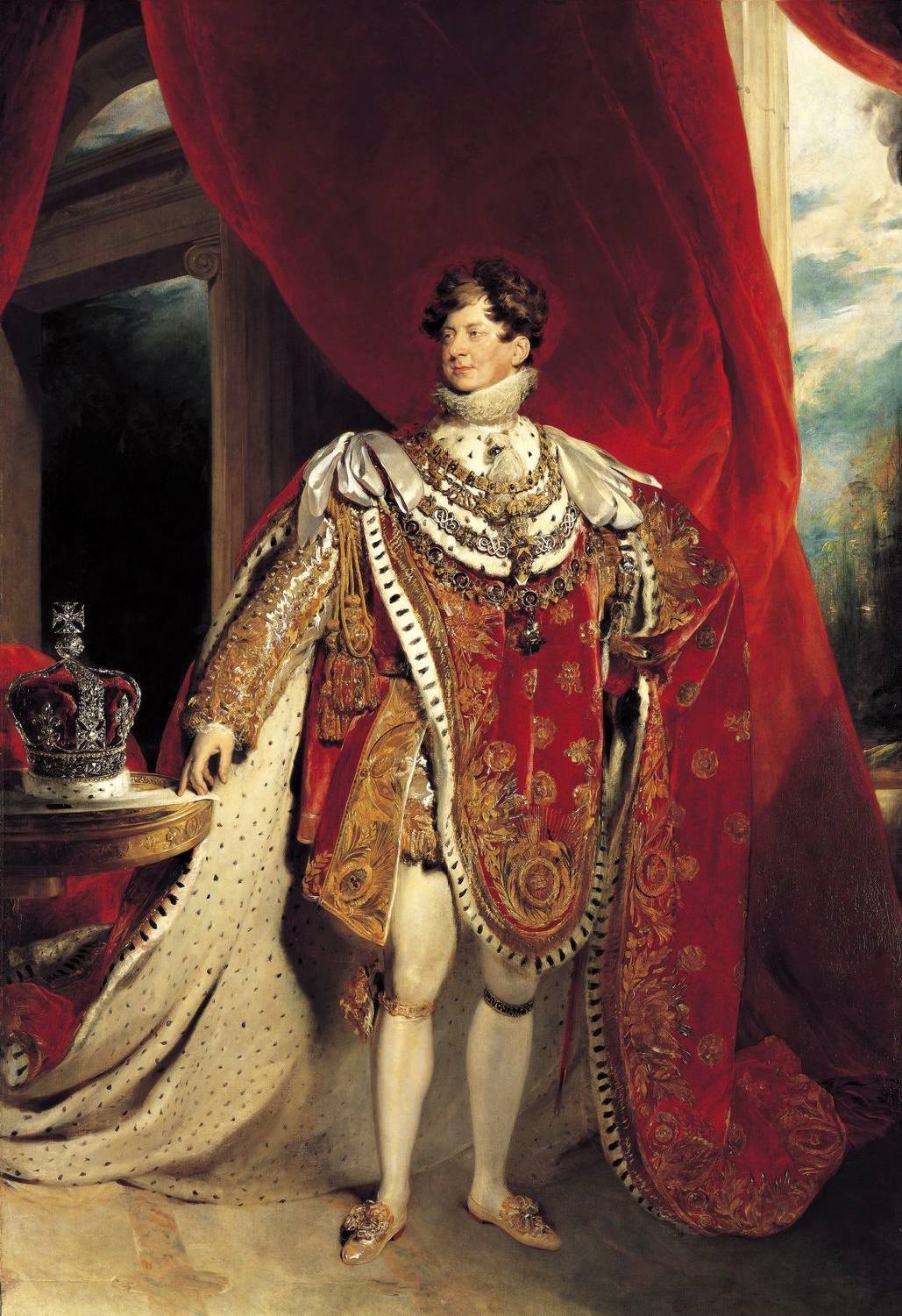
Giorgio IV negli abiti dell'incoronazione del 1821

I Coronation Honours del 1821 furono onorificenze conferite come da tradizione nell'incoronazione di re Giorgio IV del Regno Unito il 19 luglio 1821. Le onorificenze vennero pubblicate nella The London Gazette del 14, 24 e 28 luglio 1821.

## Regno Unito e Impero britannico

### Visconte, Conte e Marchese
- Charles, conte di Ailesbury KT coi nomi, stili e titolo di Visconte Savernake, di Savernake Forest, nella contea di Wilts, Conte Bruce, di Whorlton, nella contea di York, e Marchese di Ailesbury, nella contea di Buckingham

### Conte
- Edward, visconte Falmouth, col nome, stile e titolo di Conte di Falmouth, nella contea di Cornovaglia
- Richard William Penn, visconte Curzon, col nome, stile e titolo di Conte Howe

### Visconte e Conte
- John Somers, barone Somers, coi nomi, stili e titoli di Visconte Eastnor, del castello di Eastnor, nella contea di Hereford, e Conte Somers
- John Baron Rous, coi nomi, stili e titoli di Visconte Dumwich e Conte di Stradbroke, nella contea di Suffolk

### Visconte
- Richard, conte di Donoughmore, col nome, stile e titolo di Visconte Hutchinson, di Knocklofty, nella contea di Tipperary

### Barone
- William, marchese di Lothian KT col nome, stile e titolo di Barone Ker, di Kersheugh, nella contea di Roxburgh
- Henry, marchese Conyngham KP col nome, stile e titolo di Barone Minster, di Minster Abbey, nella contea di Kent
- James, conte di Ormonde e Ossory, col nome, stile e titolo di Barone Ormonde, di Llanthony, nella contea di Monmouth
- Francis, conte di Wemyss e March, col nome, stile e titolo di Barone Wemyss, di Wemyss, nella contea di Fife
- Robert, conte di Roden KP col nome, stile e titolo di Barone Clanbrassill, di Hyde Hall, nella contea di Hertford, e Dundalk, nella contea di Louth
- George, conte di Kingston, col nome, stile e titolo di Barone Kingston, di Mitchelstown, nella contea di Cork
- Thomas, conte di Longford KP col nome, stile e titolo di Barone Silchester, di Silchester, nella contea di Southampton
- Lord James Murray, col nome, stile e titolo di Barone Glenlyon di Glenlyon, nella contea di Perth
- The Right Honourable William Wellesley-Pole, col nome, stile e titolo di Barone Maryborough, di Maryborough, nella Queen's County.
- The Right Honourable John Foster, col nome, stile e titolo di Barone Oriel, di Ferrard, nella contea di Louth
- The Right Honourable Sir William Scott KT col nome, stile e titolo di Barone Stowell, di Stowell Park, nella contea di Gloucester
- Sir Thomas Henry Liddell Bt col nome, stile e titolo di Barone Ravensworth, del castello di Ravensworth, nella contea palatina di Durham, e di Eslington, nella contea del Northumberland
- Thomas Cholmondeley, di Vale Royal, nella contea palatina di Chester, col nome, stile e titolo di Barone Delamere, di Vale Royal, nella contea palatina di Chester
- Cecil Weld-Forester, di Willey Park, nella contea dello Shropshire, col nome, stile e titolo di Barone Forester, di Willey Park, nella contea dello Shropshire

### Baronessa
- Lady Charlotte Mary Gertrude Strutt, col nome, stile e titolo di Baronessa Rayleigh, di Terling Place nella contea di Essex

### Baronetti
- Maggiore Generale Sir Edward Kerrison KT di Wyke House nella contea del Sussex
- Sir Harry Niven Lumsden KT di Archindour, nella contea di Aberdeen
- Thomas Francis Fremantle, di Swanbourne, nella contea di Buckingham
- John Dugdale Astley, di Everleigh, nella contea del Wiltshire
- Alexander Boswell, di Auchinleck, nella contea di Ayr
- Robert Shaw, di Bushy Park, nella contea di Dublino
- Arthur Chichester, di Greencastle, nella contea di Donegal
- George Pocock, di Hart, nella contea paltina di Durham, e di Twickenham, nella contea del Middlesex
- William George Hylton Jolliffe, di Merstham nella contea del Surrey
- Robert Townsend Farquhar, Governatore e Comandante in Capo delle Isole Mauritius
- Maggiore Thomas Trayton Fuller-Eliott-Drake, di Nutwell Court, Buckland Abbey, di Monachorum, Sherford e Yarcombe, nella contea di Devon
- John Eardley Eardley-Wilmot, di Berkswell Hall, nella contea di Warwick
- Robert Dundas, di Beechwood, nella contea di Midlothian
- Colonnello James Carmichael-Smyth, di Nutwood, nella contea del Surrey
- David Erskine, di Cambo, nella contea di Fife
- William Young, di Bailieborough Castle, nella contea di Cavan
- John D'Oyly, di Kandy, Ceylon
- David William Smith, nella provincia dell'Alto Canada, e di Preston, nella contea di Northumberland
- Astley Paston Cooper, di Gadesbridge, nella contea di Hertford, Chirurgo personale di Sua Maestà
- Thomas Phillipps, di Middle Hill, nella contea di Worcester
- John Dean Paul, di Rodborough, nella contea di Gloucester, e di Strand, nella contea di Middlesex
- Coutts Trotter, di West Ville, nella contea di Lincoln
- Claude Scott, di Lytchet Minster, nella contea di Dorset
- George Blackman, di Harley Street, nella contea di Middlesex

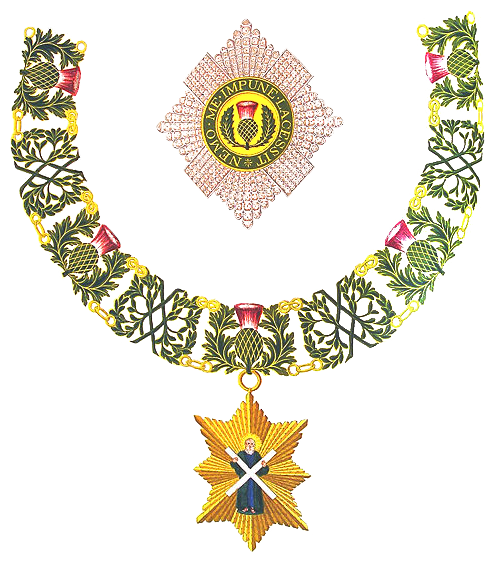
Insegne dell'Ordine del Cardo

### Ordine del Cardo

#### Cavalieri dell'Ordine del Cardo (KT)
- Charles, marchese di Queensberry
- Archibald, conte di Cassilis
- James, conte di Lauderdale
- Robert, visconte Melville